# سدریک راوانل
سدریک راوانل (فرانسوی: Cédric Ravanel‎؛ زادهٔ ۲۶ نوامبر ۱۹۷۸) دوچرخه‌سوار اهل فرانسه است.